# FG Forrest
FG Forrest, a.s. je webová a e-commerce agentura založená v Hronově ve východních Čechách v roce 1996 jako Forrest Gump, s.r.o., v letech 1998-2003 působila pod názvem Forrest Gump, a.s. Provozuje kanceláře v Praze, Hradci Králové a v Náchodě, zaměstnává přes 70 pracovníků.

## Historie
Její původní činností byla tvorba multimediálních CD, v roce 1998 se začala věnovat vývoji webových prezentací. V roce 2002 spolu s dalšími sedmi agenturami založila Asociaci poskytovatelů internetových řešení.
Od roku 2007 se zaměřuje na navrhování, implementaci a provoz rozsáhlých korporátních webů, produktových microsites, B2C/B2B e-shopů a složitých e-commerce řešení, často integrovaných s ERP/CRM a jinými externími systémy.[zdroj?]
V roce 2016 obdržela Cenu za dlouhodobý přínos v oblasti internetových řešení od sdružení CZECH TOP 100.
Realizovala přes 1 000 webových projektů.[zdroj?]

## Klienti
K zákazníkům FG Forrest patří velké české i nadnárodní společnosti, orgány veřejné správy a další obecně známé subjekty. Např. Česká národní banka, pro kterou FG Forrest mj. navrhla UX řešení a grafický design stránek, nebo Skupina ČEZ, jíž provozuje webové stránky i intranet.
Pro Kancelář prezidenta republiky od roku 2003 spravuje a rozvíjí oficiální stránky prezidenta ČR a virtuální prohlídku Pražského hradu. V letech 2001-2018 několikrát redesignovala stránky Komerční banky. Pro společnost Lasselsberger vyvinula a spravuje web a e-shop s obklady a dlažbami RAKO.[zdroj?]
Pro Vienna Insurance Group vytvořila prodejní web životního pojištění Flexi, který později nahradil web pro pojišťovnu Kooperativa.[zdroj?] Vyvinula také webové stránky a online konfigurátor luxusního křišťálu pro světoznámou sklárnu Moser. Vytvořila také nové webové stránky pro Rodinný pivovar BERNARD a kariérní stránky pro T-Mobile Czech Republic a Slovak Telekom.
Mezi její klienty se řadí další významné značky jako SENESI, ČPP, Up Česká republika, Milagro, Ryor nebo Jablotron.

## Skupina FG
FG Forrest, a.s., tvoří skupinu FG se společnostmi Flamesite, s.r.o., More.is.More, s.r.o., LOGOS AGENCY, s.r.o. a Edee.one, a.s. Ta vznikla odštěpením od FG Forrest v roce 2019, kdy do ní přešlo know-how spojené s vývojem a poskytováním licencí k provozování CMS & e-commerce platformy Edee.one (původně pod názvem Edee CMS). Souhrnný obrat firem ze skupiny FG převyšuje 100 milionů českých korun ročně.

## Ocenění
Za 27 let existence získala FG Forrest, a.s. přes 80 ocenění v oborových soutěžích za vývoj webů, e-shopů a dalších řešení. V posledních letech například:
2015
- 2. místo za web Komerční banky, Internet Effectiveness Awards[13]
- 2. místo za web společnosti Wikov, WebTop100[14]
- 3. místo za web společnosti AVE CZ, WebTop100[14]

2016
- 1. místo za web Skupiny ČEZ, WebTop100[15]
- Cena za dlouhodobý přínos v oblasti internetových řešení, CZECH TOP 100[3]

2017
- 1. místo za web životního pojištění Flexi, WebTop100[16]
- 1. místo za intranet Skupiny ČEZ, Internet Effectiveness Awards[17]
- Cena ministryně pro místní rozvoj za oficiální turistický portál hl. m. Prahy[18]

2018
- 1. místo  za web životního pojištění Flexi, Internet Effectiveness Awards[19]
- Cena ministryně pro místní rozvoj za oficiální turistický portál hl. m. Prahy[20]

2019
- 1. místo za web Skupiny ČEZ, WebTop100[21]
- 1. místo za e-shop Senesi, Internet Effectiveness Awards[22]
- Cena ministryně pro místní rozvoj za oficiální turistický portál hl. m. Prahy[23]

2020
- 2. místo za mobilní aplikaci Visit.More, Velká cena cestovního ruchu[24]
- 2. místo za e-shop Warehouse1.cz v kategorii Nejefektivnější rozvoj webu, WebTop100[25]
- 2. místo za Kariérní microsite FG Forrest v kategorii Autentická kariérní komunikace, WebTop100[26]
- 2. místo za mobilní aplikaci s rozšířenou realitou Visit.More v kategorii nejlepší Digitální PR, WebTop100[27]

2021
- 1. místo za nové stránky Rodinného pivovaru Bernard v kategorii Firemní web pro malé a střední firmy, WebTop100.[28]

2022
- 1. místo, Autor roku, WebTop100[29]
- 1. místo, nový web Kooperativy, WebTop100[30]
- 1. místo, e-shop WAREHOUSE1.cz, WebTop100[31]
- 3. místo, online konfigurátor MyMoser, WebTop100 [31]
- 1. místo, portál Up Česká republika (kategorie Cestovní ruch a gastronomie), Internet Effectiveness Awards[32]
- 1. místo, e-shop WAREHOUSE1.cz (kategorie E-commerce B2C), Internet Effectiveness Awards[32]
- 1. místo, e-shop SENESI (kategorie E-commerce B2B), Internet Effectiveness Awards[32]
- 2. místo, online konfigurátor MyMoser (kategorie Obchody, služby a řemesla), Internet Effectiveness Awards[32]
- 3. místo, portál Up Česká republika (kategorie Weby a portály), Internet Effectiveness Awards
- 3. místo, online konfigurátor MyMoser (kategorie E-commerce B2C), Internet Effectiveness Awards

2023
- 1. místo, Autor roku, WebTop100[33]
- 1. místo, e-shop SENESI, WebTop100[34]
- 1. místo, Návštěvnické centrum Rodinného pivovaru Bernard, WebTop100[35]
- 2. místo, web pro Skupinu ČEZ, WebTop100[35]
- 1. místo, maďarský e-shop SG nábytek (kategorie Obchody a služby), Internet Effectiveness Awards[36]
- 1. místo, platforma Můj Up pro Up Česká republika (kategorie Mobilní aplikace), Internet Effectiveness Awards[36]
- 1. místo, maďarský e-shop SG nábytek (kategorie E-commerce B2C), Internet Effectiveness Awards[36]
- 2. místo, kariérní mikrostránky pro T–Mobile a Slovak Telekom (kategorie Lidské zdroje a personalistika), Internet Effectiveness Awards[36]
- 2. místo, ESG datová knihovna pro Skupinu ČEZ (kategorie Udržitelnost a ekologie), Internet Effectiveness Awards[36]
- 3. místo, platforma Můj Up pro Up Česká republika (kategorie Lidské zdroje a personalistika), Internet Effectiveness Awards[36]
- 2. místo, kariérní mikrostránky pro T–Mobile a Slovak Telekom (kategorie Weby a portály), Internet Effectiveness Awards[36]
- 1. místo, ESG datová knihovna pro Skupinu ČEZ (kategorie Reporting a transparentnost), Reuters Responsible Business Awards[37]
- 1. místo, ESG datová knihovna pro Skupinu ČEZ (kategorie Nejlepší reporting udržitelnosti v regionu EMEA a Lídr v udržitelnosti roku), Sustainable Company Awards[38]
- 1. místo, online konfigurátor MyMoser (Webové stránky - Korporátní web), Reuters Responsible Business Awards, Fénix Content Marketing[39]

2024
- 2. místo, Virtuální náborové středisko pro Ministerstvo obrany (kategorie Autentická kariérní komunikace), WebTop100[40]
- 1. místo, platforma Můj Up pro Up Česká republika (kategorie Korporátní web), Fenix Awards[41]
- 2. místo, ESG datová knihovna pro Skupinu ČEZ (kategorie Nejlepší ESG strategie 2023), Fenix Awards[41]
- 2. místo, ESG datová knihovna pro Skupinu ČEZ (kategorie Obsahová kampaň postavená na datech), Fenix Awards[41]